# Chamaesaracha edwardsiana
Chamaesaracha edwardsiana är en potatisväxtart som beskrevs av Averett. Chamaesaracha edwardsiana ingår i släktet Chamaesaracha och familjen potatisväxter. Inga underarter finns listade i Catalogue of Life.